# Nazionale maschile di pallamano dell'Egitto
La nazionale egiziana di pallamano rappresenta l'Egitto nelle competizioni internazionali e la sua attività è gestita dalla 
Egyptian Handball Federation.